# 天野篤
天野 篤（あまの あつし、1955年10月18日 - ）は、日本の外科医。順天堂大学医学部心臓血管外科特任教授。学位は博士（医学）。
専門は心臓血管外科、虚血性心疾患、弁膜症に関する研究。BS-TBS番組審議会委員。

## 概要
冠動脈バイパス術の専門医として年間400件以上の心臓手術を執刀し、『ゴッドハンド（神の手）』、『98%の成功率を持つ心臓外科医』などと称される。
2012年（平成24年）、第125代天皇・明仁の冠動脈バイパス術を執刀して成功し、「天皇陛下の執刀医」と広く知られた。奇しくも手塚治虫は、某国皇帝陛下の心臓外科手術を執刀するブラックジャックをタテマエで、天野同様に東京大学医学部附属病院にて執刀させようとする描写を描いている。
心臓外科を扱ったテレビドラマ「医龍-Team Medical Dragon-」や、映画「チーム・バチスタの栄光」の監修にも携わっている。

## 生い立ち

### 幼少期
1955年（昭和30年）、埼玉県南埼玉郡蓮田町（現・蓮田市）に、燃料店の長男として生まれる。母は華道の家元でもあった。母には婚約者がいたが第二次世界大戦で戦死し、お見合いにより父が婿養子に入った。天野は長男で、妹と弟がいる。
小児期には大腸カタル（過敏性腸症候群）を患い、緊張するとよく下痢をきたした。父方の伯父である小児科医から診察されて処方薬を飲むと改善したため、医師を身近に尊敬していた。
幼少期から手先が器用であり、プラモデル制作を愛好していた。潜水艦のプラモデルを川に投入する際は、「目的地点までどのように気密性を保たせればよいのか」と考えていたという。建築士になりたいという夢もあり、小学校5年生時に両親が家を建て替える計画を聞いて「設計図」を描いた。

### 小学時代
小学校時から学業成績がよく、全国統一学力テストでは埼玉県内で第2位の成績だったという。体育や家庭科、音楽などでも優秀であった。

### 中学時代
中学校は埼玉大学教育学部附属中学校へ進んだ。進学の動機は、水泳が好きだった天野に母が「地元の公立中学校にはプールがないよ」と諭したためであった。中学では水泳部に所属し、浦和市大会では優勝も経験した。

### 高校時代
高校は県内最難関の埼玉県立浦和高校に苦労なく入学した。入学時点での成績は410人中60位程度で、東京大学への合格圏内であった。しかし、天野は麻雀とスキーへ没頭し、成績が下降していった。当時の浦和高校は自由放任主義であり、教師には授業よりも世間話や自著の宣伝などを行う者が多く、生徒も授業を無断欠席して好きなことをする者が多かった（出席確認はなかった）。
天野は授業を無断欠席し、写真部の地下室で麻雀に打ち込んでいた。生徒内でリーグ戦があるほどの盛況であった。天野は数学や化学などの科目は予習して授業にも参加していたが、古典など興味のない科目は欠席していた。また天野は夏休みに水泳のインストラクターやプール監視員のアルバイトで貯金し、冬になると一人で夜行列車『越後』で新潟県まで行ってスキーに明け暮れていた。
なお浦和高校には伝統の「強歩大会」があり、全校生徒が約50キロメートルを走破して順位を競ったが、天野は運動部に所属しない生徒の中ではトップクラスの順位であった。後に「こうした持久力は、心臓手術においても非常に重要だ。持久力は私の強みだと思っている」と語っている。
天野の中学入学頃から父は病弱となり、母は天野に医師になるよう求めていた。天野は当初反抗しており、プロスキーヤーか建築家を志望していた。しかし高校2年生時に父が弁膜症による心不全で呼吸困難をきたして東京大学病院に入院し、天野は医師になって父の病気を治すことを決心した。
しかしそれでも勉強には身が入らず、麻雀を楽しむ生活は変わらなかった。高校3年生の1学期には古典の成績が最低の『1』となり、父が学校へ呼び出されて教師から警告された。高校3年3学期の古典の試験で「50点満点中10点取らなければ卒業させない」と警告されていたが、10点ちょうどで卒業した。高校卒業時の成績は学年内310位程度であった。

### 浪人時代

#### 1浪
高校卒業時には医師を目指し、弘前大学の医学部を受験した。同大学を受験した動機は冬に毎日スキーができると思ったことであったが、不合格であり浪人生となった。
御茶ノ水の駿台予備学校へ通塾しようとしたが、予備校の入塾試験にも不合格となった。仕方なく他の予備校へ通ったが、真剣に勉強せず、麻雀に熱中するうちに成績はさらに悪化していった。模擬試験では東京大学への合格可能性が当初B判定だったが、E判定にまで悪化した。
私立の獨協医科大学や北里大学などの入学一次試験には合格したが、二次試験の面接では不合格となり、二年目の浪人生活を迎えた。天野は「当時の私立大学医学部では、開業医の子弟などを優先して合格させるため、自身のような中流家庭は不利だった」と述べている。

#### 2浪
浪人2年目は予備校には通わずに図書館で自習を始めたが、6月頃には勉強を続けなくなった。20歳を迎えたことで飲酒や喫煙、そしてパチンコを覚えた。
大宮駅近辺のパチンコ店の営業開始と同時に入店し、閉店まで同じ姿勢で集中する日々を繰り返した。パチンコの腕前は「プロ級」で、1日1万円程度は稼いでいたという。後に天野は「パチンコで鍛えた腕前が手術にも活かされた」「手術中に手が震えないのはパチンコのおかげ。他の外科医との違いはパチンコしかない」と語っている。
再び大学受験には失敗し、3度目の浪人生活を迎えた。パチンコで稼いだ金銭を次の医学部入試の受験料として貯めた。

#### 3浪
浪人3年目から真剣に受験勉強を始めた。パチンコが手打ち式から電動式に変わったことで勝率が下がり、興味を失ったこと、また父の病状が悪化して迷惑をかけられないことから、医学部入学を決意した。
1年間猛勉強し、受験日程の戦略から国立大学1期校と試験日が重なる日本大学医学部を受験して合格した。後に天野は3年間の浪人生活について、「挫折を経験したことで患者さんを助ける覚悟ができたのだと思う」と語っている。

### 大学時代
大学時代はスキー部に入るも上下関係が厳しく、技術力に関係なく上級生しか試合に出られないため1年で退部、その後はテニス部に入り集中力・体力・チーム力を養った。父親の心臓手術には、助手として参加したが、人工弁の装着ミスで父親は死亡した。天野は現在でもこの人工弁を父の形見として保有している。

## 医師としての経歴
1983年に医師免許を取得し、関東逓信病院（現・NTT東日本関東病院）研修医、1985年に亀田総合病院心臓血管外科研修医として勤務して心臓外科学を学んだ。1989年に亀田総合病院心臓血管外科医長、1991年新東京病院心臓血管外科科長、1994年に同病院部長に昇格、2001年昭和大学横浜市北部病院循環器センター教授（センター長兼任）を経て、2002年（平成14年）順天堂大学医学部心臓血管外科教授に就任した。オフポンプ冠動脈バイパス手術に関する論文（タイトル：「Off-pump Coronary Artery Bypass, Mid Term Results」）を東邦大学に提出し博士（医学）の学位を取得している。
2012年2月18日に、第125代天皇上皇明仁の狭心症冠動脈バイパス手術を執刀。東京大学医学部附属病院に於いて実施した際には、私立大医学部出身者としては異例の東京大学・順天堂大学合同チームの一員として執刀した。
心臓外科医としての功績を評価されて、2012年10月13日に故郷である蓮田市から市民栄誉賞が授与された。
2013年には「心臓移植手術を受けたマウスにオペラを聴かせた効果を評価したこと」に対して、イグノーベル賞医学賞を受賞している（共同受賞者の一人）。
2016年4月から2019年3月まで順天堂大学医学部附属順天堂医院院長。
2015年埼玉県知事選挙において自民党埼玉県連から出馬要請があった。埼玉県出身、浦和高校卒業と県に縁が深く、同年浦和美園駅周辺に順天堂大学病院の誘致が決まっていたことも擁立の背景となった。しかし現職の上田清司の圧倒的優勢が報じられたことや、天皇の手術実績を掲げるのは皇室の政治利用にあたるのではと指摘が相次ぎ、「熟慮を重ねた結果、医療の現場から身を引くわけにはいかない」と固辞した。自民党は別の候補者を擁立したが、圧倒的な得票数で上田清司の知事4選が決まった。
2021年3月末に順天堂大学医学部心臓血管外科主任教授を定年退職し、翌4月から特任教授に就任した。後任の主任教授は2021年12月に就任した田端実。

## メディア出演

### テレビ
- スッキリ!!（日本テレビ、2006年10月16日放送）
- ブロードキャスター（TBS、2008年5月31日放送）
- 主治医が見つかる診療所（テレビ東京、2008年6月2日放送）
- 真相報道 バンキシャ!（日本テレビ、2012年2月19日放送） - 『陛下の心臓手術 執刀医“神の手”の技術』
- 情報プレゼンター とくダネ!（フジテレビ、2012年2月20日放送）
- モーニングバード!（テレビ朝日、2012年2月20日放送）
- Mr.サンデー（フジテレビ・関西テレビ、2012年2月19日放送） - 『天皇陛下の手術無事終了 日本が見守った3時間56分』
- プロフェッショナル 仕事の流儀（NHK総合テレビ、2012年5月14日放送）
- みのもんたの朝ズバッ!（TBS、2012年5月21日放送）
- BSフジLIVE プライムニュース（BSフジ、2012年6月8日放送） - 『“神の手”心臓外科医 医療の最前線を語る!』
- ワイド!スクランブル（テレビ朝日、 2012年6月20日）
- ウェークアップ!ぷらす（日本テレビ、2012年9月22日）
- たけしの健康エンターテインメント!みんなの家庭の医学（テレビ朝日、 2012年10月11日）
- あなたが主役 50ボイス（NHK、 2012年10月11日）
- ワンダフルライフ (バラエティー番組)（フジテレビ、2014年5月11日）
- 世界一受けたい授業（日本テレビ、2014年2月8日）
- SWITCHインタビュー 達人達（NHK、2014年2月28日）
- 新・情報7days ニュースキャスター（TBS、コメンテーターとして不定期出演）
- 日本まるごとHOWマッチ（MBS、2015年3月22日）
- 平成教育委員会2015春 今ドキの小学生に負けるなSP（フジテレビ、2015年5月10日）
- ヒロシとDr.天野の健康サロン（BSフジ、2017年4月7日 - ）

### ラジオ
- 垣花正のあなたとハッピー!（ニッポン放送、2013年10月24日放送）
- 土曜朝イチエンタ。堀尾正明+PLUS!（TBSラジオ、2014年3月15日放送）
- 生島ヒロシのおはよう一直線（TBSラジオ、不定期（スペシャルウィーク、電話生出演）

## 著書
- 『一途一心、命をつなぐ』（飛鳥新社）
- 『熱く生きる』（セブン&アイ出版）
- 『この道を生きる、心臓外科ひとすじ』（NHK出版）
- 『これからを生きる君へ』（毎日新聞出版）
- 『天職』（プレジデント社）
- 『60代、70代なら知っておく 血管と心臓を守る日常』（講談社）

## 賞詞
- 埼玉県蓮田市市民栄誉賞（2012年）[7]